# Сушкова (балка)
Сушкова — балка левого притока водного бассейна реки Саксагань в Центрально-Городском районе города Кривой Рог.

## Характеристика
Располагается между современными улицами Лермонтова и Пушкина.
Балка испытала значительное антропогенное влияние. Верховья нарушены отвалом и засыпанным карьером дореволюционного рудника «Сушкова балка». В 1938 году было засыпано устье и на месте высажено 450 деревьев. Впадала в реку Саксагань на месте современной площади Освобождения. Изначально имела длину 1,6 км, ныне сохранился участок около 300 м.